# Platyarthrus myrmicidarum
Platyarthrus myrmicidarum är en kräftdjursart som beskrevs av Karl Wilhelm Verhoeff1941. Platyarthrus myrmicidarum ingår i släktet Platyarthrus och familjen myrbogråsuggor. Inga underarter finns listade i Catalogue of Life.